# Дегареликс
Дегареликс — лекарственный препарат, антагонист гонадолиберина.

## Лекарственная форма
Белый или серовато-белый порошок ацетата дегареликса фасуется в ампулы из расчёта стандартной дозы 80 или 120 мг дегареликса на ампулу; добавляется вспомогательное вещество маннитол. В упаковке также содержится ампула растворителя (вода для инъекций).

## Фармакологические свойства

### Фармакодинамика
Дегареликс выступает в качестве селективного антагониста гонадотропин-рилизинг гормона (ГнРГ), способного конкурентно и обратимо связывать гипофизарные ГнРГ-рецепторы, резко снижая при этом выход гонадотропинов: лютеинизирующего гормона (ЛГ) и фолликулостимулирующего гормона (ФСГ). Как следствие, понижается секреция тестостерона (Т) в семенниках. Данное обстоятельство и открывает возможности применения дегареликса при лечении карциномы простаты, которая считается гормонозависимой опухолью и поддаётся лечению, направленному на снижение выработки мужских половых гормонов. В отличие от агонистов ГнРГ, антагонисты данного гормона не индуцируют выброс ЛГ, влекущий последующую активацию выброса тестостерона, развитие опухоли и возможное симптоматическое обострение после начала лечения.
Показано, что однократное введение 240 мг дегареликса и последующая поддерживающая терапия в дозе 80 мг, проводимая раз в месяц, быстро снижают концентрацию ЛГ, ФСГ и, как следствие, тестостерона. Сходным с тестостероном образом снижается и концентрация дигидротестостерона (ДГТ) в плазме крови.
Наблюдаемое при введении дегареликса снижение содержания тестостерона является весьма значительным, а поддержание его концентрации обеспечивается на уровне более низком, чем при кастрации (0,5 нг/мл). При этом поддерживающая ежемесячная терапия дегареликсом в дозе 80 мг приводила к продолжительному (в течение, по меньшей мере, одного года) подавлению тестостерона у 97 % пациентов. Средний уровень тестостерона после годового курса лечения был равен 0,087 нг/мл.
У 10 % пациентов после года лечения наблюдалась выработка антител против дегареликса. В настоящее время отсутствую данные о каком-либо влиянии образующихся антител на эффективность или безопасность лечения дегареликсом.

### Фармакокинетика
Всасывание
Исследования фармакокинетических свойств дегареликса показали, что после подкожного введения пациентам с раком простаты 240 мг данного вещества в концентрации 40 мг/мл, AUС0-28 дней был равен 635 (602—668) нг/мл/день, Сmax был равен 66,0 (61,0-71,0)нг/мл, а tmax достигался при 40 (37-42) ч. Выводится дегареликс в два этапа, причём средний период полувыведения (t1/2) составляет около 43 дней для первоначальной дозы и 28 дней для поддерживающей дозы. Столь продолжительное время полувыведения после подкожного введения является последствием медленного выхода дегареликса из депо, образованных в местах инъекции.
Фармакокинетика данного препарата существенно зависит от концентрации раствора при введении. Так, Сmax и биодоступность с повышением концентрации препарата уменьшаются, в то время как время полувыведения возрастает. Таким образом, применение концентраций выше рекомендованных не является обоснованным.
Распределение
Объём распределения составляет приблизительно 1 л/кг. Связывание с белками плазмы составляет примерно 90 %.
Метаболизм
Дегареликс при прохождении через гепато-билиарную систему подвергается обычной пептидной деградации, после чего выделяется, в основном, с экскрементами в виде пептидных фрагментов. Значимые метаболиты не обнаружены. Проведённые in vitro эксперименты показали, что дегареликс не является субстратом системы CYP450.
Выделение
Примерно 20—30 % однократной дозы выводится вместе с мочой, 70—80 % выделяется гепато-билиарной системой.

## Показания к применению
Прогрессирующий гормонозависимый рак предстательной железы (РПЖ) у мужчин.
Выполненные в 2014—2015 годах в онкоурологических учреждениях Москвы исследования, проводившиеся на представительной группе пациентов (307 человек) показали, что переносимость дегареликса в целом была хорошей во всех группах пациентов (в 4 % случаев имели место возникавшие после стартовой инъекции значимые реакции в месте введения препарата — покраснение, припухлость, боль — которые удавалось быстро купировать за счёт кратковременного приёма нестероидных противовоспалительных препаратов). Особо важной, по мнению исследователей, оказалась высокая переносимость годичной терапии дегареликсом у больных РПЖ с сопутствующими сердечно-сосудистыми заболеваниями в анамнезе. Терапия дегареликсом позволила в определённой группе пациентов увеличить до года время до назначения этим пациентам химиотерапии.

## Противопоказания
К числу стандартных противопоказаний для применения дегареликса относится повышенная чувствительность пациента к одному из компонентов данного препарата.
В настоящее время не выявлено обоснованных показаний для применения дегареликса женщинами, детьми или подростками.

## Способ применения и дозы
Инъекции дегареликса проводят подкожно в область живота с периодической сменой места введения. При этом следует избегать мест, которые подвергаются давлению (например, около пояса или ремня и около рёбер). Начальная доза 240 мг, разделённая на два приёма по 120 мг. Поддерживающая доза 80 мг назначается через один месяц после введения начальной дозы. Эффективность и безопасность внутримышечного введения дегареликса не изучались.
Внутривенное введение дегареликса является недопустимым.
Рекомендации по приготовлению раствора и выполнению инъекции
- Иглой для растворения (зелёная игла 21G / 0,8 х 50 мм) набрать 3,0 мл растворителя. Остатки растворителя уничтожить.
- Медленно ввести растворитель в ампулу с порошком 120 мг, причём ампулу обязательно следует держать вертикально. В 1 мл приготовленного раствора содержание дегареликса составляет 40 мг.
- Перемешать содержимое ампулы круговыми движениями до получения прозрачного раствора (растворение обычно происходит за 15 минут). Наличие в растворе нерастворённых частиц не допускается.

При необходимости, ампулу при перемешивании можно аккуратно наклонить, но ни в коем случае не взбалтывать её содержимое. Допустимо образование небольших пузырьков воздуха на поверхности жидкости.
- Слегка наклонить ампулу, не переворачивая её. Игла должна находиться в нижней части ампулы.
- Набрать 3,0 мл раствора. Заменить зелёную иглу на белую для глубокой подкожной инъекции (27G / 0,4 х 25 мм). Удалить из шприца пузырьки воздуха.
- Ввести иглу под углом не менее 45° глубоко в кожную складку на животе.
- Убедиться, что кровь не попала в шприц с препаратом (при попадании крови в шприц препарат использовать нельзя; в этом случае необходимо прервать процедуру и приготовить новую дозу препарата).
- Приготовить вторую дозу, как описано выше. Выбрать новое место и ввести ещё 3,0 мл раствора препарата.
- Рекомендуется использовать только свежеприготовленный раствор.

## Побочные реакции
В таблице перечислены побочные реакции, классифицированные по частоте в соответствии с категориями CIOMS (Совета международных медицинских научных организаций):
Перечисленные побочные реакции носят временный характер и, как правило, не требуют отмены препарата.
Выраженная гиперкалиемия (≥ 5,8 ммоль/л), повышение уровня креатинина (≥177 мкмоль/л) и АМК (азот мочевины крови ≥10,7 ммоль/л) наблюдались соответственно у 6 %, 2 % и 15 % пациентов, получавших дегареликс (при нормальных показателях до начала лечения).
Если любые из указанных в инструкции побочных эффектов усугубляются, или были замечены любые другие побочные эффекты, не указанные в инструкции, следует сообщить об этом врачу.

## Передозировка
Данные о последствиях острой передозировки дегареликса отсутствуют. В случае передозировки следует наблюдать за пациентом и, при необходимости, применять поддерживающую терапию.

## Взаимодействие с другими лекарственными препаратами
Дегареликс нельзя сочетать с другими лекарственными средствами в одном шприце.
Поскольку при применении дегареликса возможно увеличение интервала QT, следует оценить необходимость одновременного применения дегареликса и препаратов, которые вызывают увеличение QT интервала или желудочковую тахикардию (например, хинидин, дизопирамид), нейролептиков, антиаритмических препаратов (таких, например, как амиодарон, соталол, дофетилид, ибугилид), а также метадона, цисаприда и моксифлоксацина.
Клинически значимое фармакокинетическое взаимодействие дегареликса и средств, влияющих на CYP450 систему, маловероятно.

## Особые указания
Отслеживать терапевтический эффект дегареликса следует по клиническим параметрам и уровню простат-специфического антигена в сыворотке крови (ПСА). Супрессия тестостерона (Т) происходит сразу же после введения начальной дозы, при этом уровень тестостерона в плазме крови падает до уровня тестостерона при медицинской кастрации (Т < 0.5 нг/мл) у 96 % пациентов через три дня, у 100 % пациентов — через месяц. Длительная, до 1 года, поддерживающая терапия обеспечивает супрессию тестостерона (Т < 0.5 нг/мл) у 97 % пациентов. Если у пациента терапевтический эффект выражен недостаточно чётко, следует удостовериться, что уровень тестостерона в сыворотке крови остается пониженным в достаточной степени. Дегареликс не вызывает колебаний уровня тестостерона, поэтому нет необходимости принимать анти-андрогенные препараты в начале лечения.
Нет необходимости изменять дозировку для пожилых пациентов или пациентов с легким или умеренным нарушением функции печени или почек. Пациенты с серьезной печёночной или почечной недостаточностью не были изучены, поэтому таким пациентам нужно назначать дегареликс с осторожностью.
Не изучалось изменение плотности костной ткани при применении дегареликса; однако у пациентов, перенёсших орхиэктомию или принимавших агонисты ГнРГ, наблюдается снижение плотности костей. Поэтому вследствие супрессии тестостерона, вызванной приёмом дегареликса, снижение плотности костей возможно.
Не изучалось также и влияние дегареликса на уровень инсулина и глюкозы в крови, но у пациентов, перенёсших орхиэктомию или принимавших агонисты ГнРГ, наблюдается снижение чувствительности инсулина к глюкозе и возможно развитие или обострение диабета. Поэтому при лечении дегареликсом рекомендуется регулярно контролировать уровень глюкозы в крови.
Утомляемость и головокружение являются распространёнными побочными действиями при приеме дегареликса и могут влиять на способность управлять автомобилем.

## Форма выпуска
- 80 мг: 1 флакон с препаратом, 1 флакон с растворителем, 1 шприц, 1 игла для приготовления раствора и 1 игла для инъекции вместе с инструкцией по применению в картонной пачке.
- 120 мг: 2 флакона с препаратом, 2 флакона с растворителем, 2 шприца, 2 иглы для приготовления раствора и 2 иглы для инъекции вместе с инструкцией по применению в картонной пачке.

## в России
С 2018 входит в перечень жизненно необходимых и важнейших лекарственных препаратов (ЖНВЛП).